# Sant Miquel d'Abí
Sant Miquel d'Abí és una església romànica del segle xii, situada al municipi de Seira, dins de la Franja de Ponent a la comarca de la Ribagorça a l'indret conegut com a Abí.
La seva planta és una nau i absis cilíndric semienterrat i capella lateral, amb un campanar d'espadanya de dos ulls centrada. La portalada és quadrada fruit d'una modificació posterior.
El seu estat és descuidat.